# Alfayaya Embalo
Alfayaya Embalo, född 20 mars 1977, är en friidrottare från Kap Verde. Han deltog vid olympiska sommarspelen 1996.